# Los Gatos Negros de Traiguén
Los Gatos Negros es una banda del género ranchera formados en el año 2005. Con numerosos álbumes y sencillos a su haber, se sitúan dentro de las agrupaciones rancheras más exitosas de Chile consiguiendo establecer, junto a otras bandas musicales del mismo género, un particular estilo que caracteriza a la zona sur del país, en especial a la Región de La Araucanía.

## Historia
Los Gatos Negros nacen en Traiguén el año 2005 como resultado de la creación de un nuevo ritmo de música tropical que mezcla aspectos de la cumbia con la ranchera , consiguiendo de esta forma un estilo bautizado como Ranchera Tropical.
El año 2006 lanzan su primer disco titulado Los Felinos del Ritmo, bajo las directrices de Tekila Records. Así, poco a poco comienzan a sembrar las líneas de este nuevo estilo musical que se refuerza con la aparición de incipientes bandas musicales en la zona, quienes potencian el ritmo de la Ranchera Tropical.
Consolidados musicalmente, los temas de Traiguén son parte de la parrilla diaria de radios tales como la Corazón o Candela FM, las que llevan los ritmos de este grupo traiguenino a todo Chile y al mundo entero mediante su señal streaming.

## Discografía
- Los Felinos del Ritmo (2006)
- Con Sabor Tropical (2007)
- Una Nueva Aventura (2009)
- Vamos a Bailar (2010)
- Corazón y Ritmo (2012)
- Rancheras Populares (2014)
- La Fiesta Continúa (2015)
- Estamos de Vuelta (2018)
- 20 Años de Cumbia Ranchera (2023)

### Sencillos
- La Pareja Ideal (2008)
- El Recluso (2006)
- El Mono No (2012)
- Mándame un WhatsApp (2015)
- Mix Sound (2024)

## Reconocimientos y méritos
- 2007: Disco de Oro, Los Felinos del Ritmo
- 2009: Disco de Oro, Con Sabor Tropical
- 2018: Disco de Oro, Rancheras Populares